# Samuel Argall
Samuel Argall (1580 - 1626) est un aventurier et un officier naval anglais.

## Biographie
En tant que capitaine de bateau, en 1609, Argall fut le premier à déterminer la route transatlantique la plus courte entre l'Angleterre et la colonie de Virginie basée à Jamestown, et fit de nombreux voyages au Nouveau Monde. Il a dirigé avec succès la mission de sauvetage de la colonie de Virginie en 1610. 
Comme guerrier, il est reconnu pour sa diplomatie avec la confédération Powhatane. Il a enlevé Pocahontas, fille du chef, comme gage contre le retour des captifs et propriétés tenues par les Powhatans. Pocahontas a été amie des Anglais et fut traitée avec un grand respect vu son rang, aux yeux des Anglais, de princesse Indienne. Il en est résulté une restauration de la paix et des relations commerciales entre Anglais et Powhatans. 

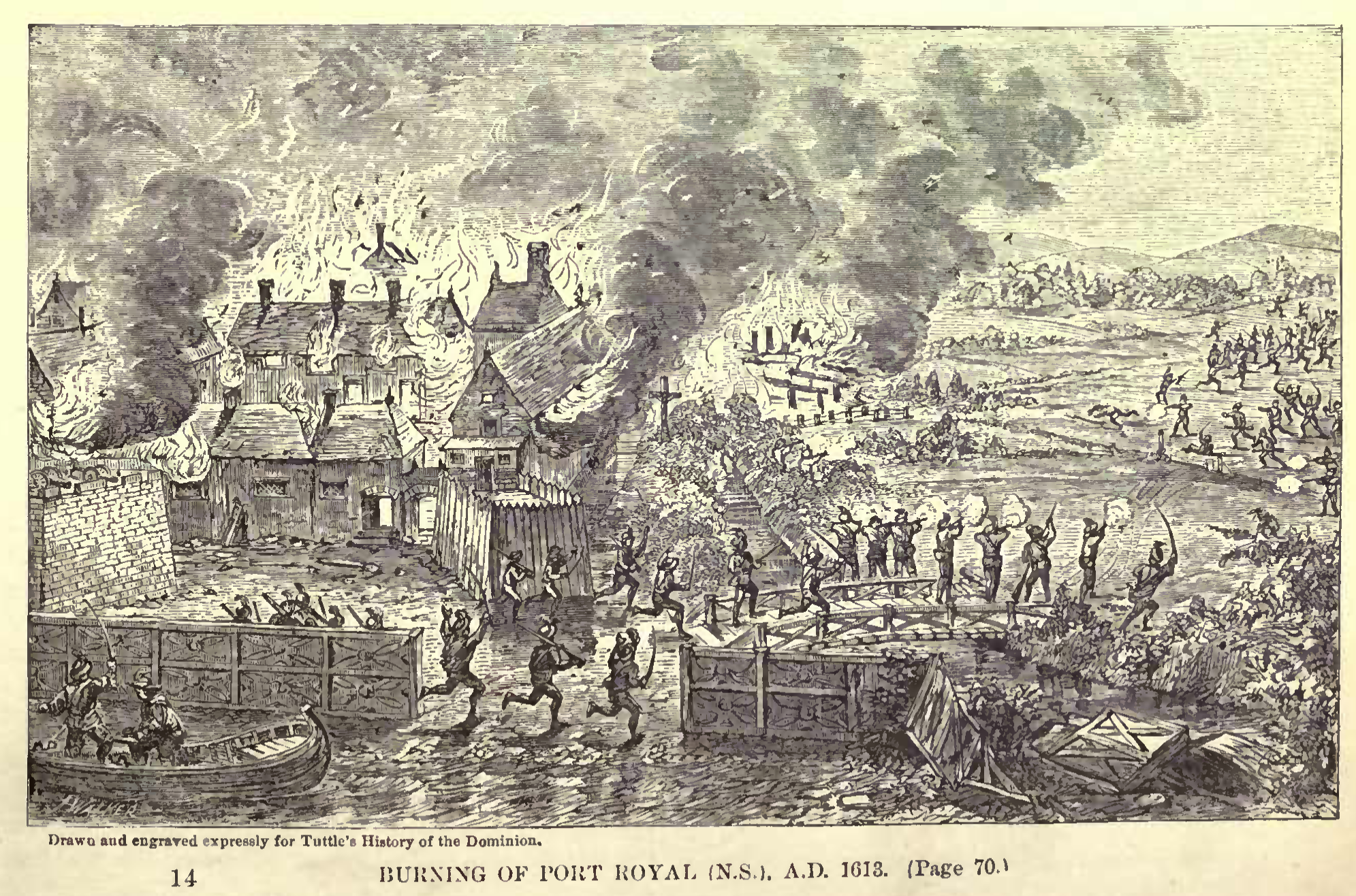
Incendie de Port-Royal

En 1613, sous les ordres de l'Angleterre, il détruit de nombreux établissements français en Acadie, dont Port-Royal et Saint-Sauveur (aujourd'hui Bar Harbor), ce qui force presque tous les colons à partir et permet au roi d'Angleterre de concéder le territoire à sir William Alexander sous le nom de Nouvelle-Écosse. Le territoire sera repris par la France officiellement en 1632 à la suite du traité de Saint-Germain-en-Laye,.  Charles de Biencourt et ses troupes resteront toutefois en Acadie après cette attaque.
Il a aussi connu du succès dans ses opérations contre les tentatives françaises de colonisation en Nouvelle-Angleterre et en Afrique du Nord, lesquelles étaient considérées à Londres comme des violations de la charte de la compagnie de Virginie.
Adoubé par le roi Jacques Ier, Argall fut critiqué par son rival et successeur Yeardley pour avoir été extrêmement dur lors de mandat de Gouverneur de la Virginie, mais l'étude de sa conduite à Londres et l'opinion des historiens modernes l'ont réhabilité.